# Mycena carmeliana
Mycena carmeliana är en svampart som beskrevs av Grgur. 2003. Mycena carmeliana ingår i släktet Mycena och familjen Mycenaceae.   Inga underarter finns listade i Catalogue of Life.